# Tat Sun Chan
Tat Sun Chan, noto come Domingos (Macao, 11 settembre 1970), è un ex calciatore macaense, di ruolo portiere.